# This Land Is Your Land
"This Land Is Your Land" (Esta terra é sua terra) é uma das mais famosas músicas folclóricas dos Estados Unidos. A letra foi escrita por Woody Guthrie em 1940, mas com uma melodia já existente, em resposta a "God Bless America" de Irving Berlin, que Guthrie considerou surrealista e complacente. Esta ainda é tocada mas não tem a ênfase que alcançou "God Bless America".